# Tuxing
Tuxing (kinesiska: 土兴乡, 土兴) är en socken i Kina. Den ligger i provinsen Sichuan, i den sydvästra delen av landet, omkring 310 kilometer öster om provinshuvudstaden Chengdu. Antalet invånare är 30 375. Befolkningen består av 14 736 kvinnor och 15 639 män. Barn under 15 år utgör 21,0 %, vuxna 15-64 år 68 %, och äldre över 65 år 10,0 %.
Genomsnittlig årsnederbörd är 1 649 millimeter. Den regnigaste månaden är juli, med i genomsnitt 310 mm nederbörd, och den torraste är december, med 10 mm nederbörd.